# Brzeźniak, Hạt Wałcz
Brzeźniak [ˈbʐɛʑɲak] là một khu định cư ở khu hành chính của Gmina Człopa, thuộc hạt Wałcz, Tây Pomeranian Voivodeship, ở phía tây bắc Ba Lan. Nó nằm khoảng 9 kilômét (6 mi)   phía tây bắc Człopa, 30 km (19 mi) về phía tây nam của Wałcz và 104 km (65 mi) về phía đông của thủ đô khu vực Szczecin.
Trước 1772, khu vực này là một phần của Vương quốc Ba Lan, 1772-1945 Phổ và Đức. Để biết thêm về lịch sử của nó, xem Quận Wałcz.
Khu định cư có dân số 11 người.